# Bauschhof (Berzbuir)

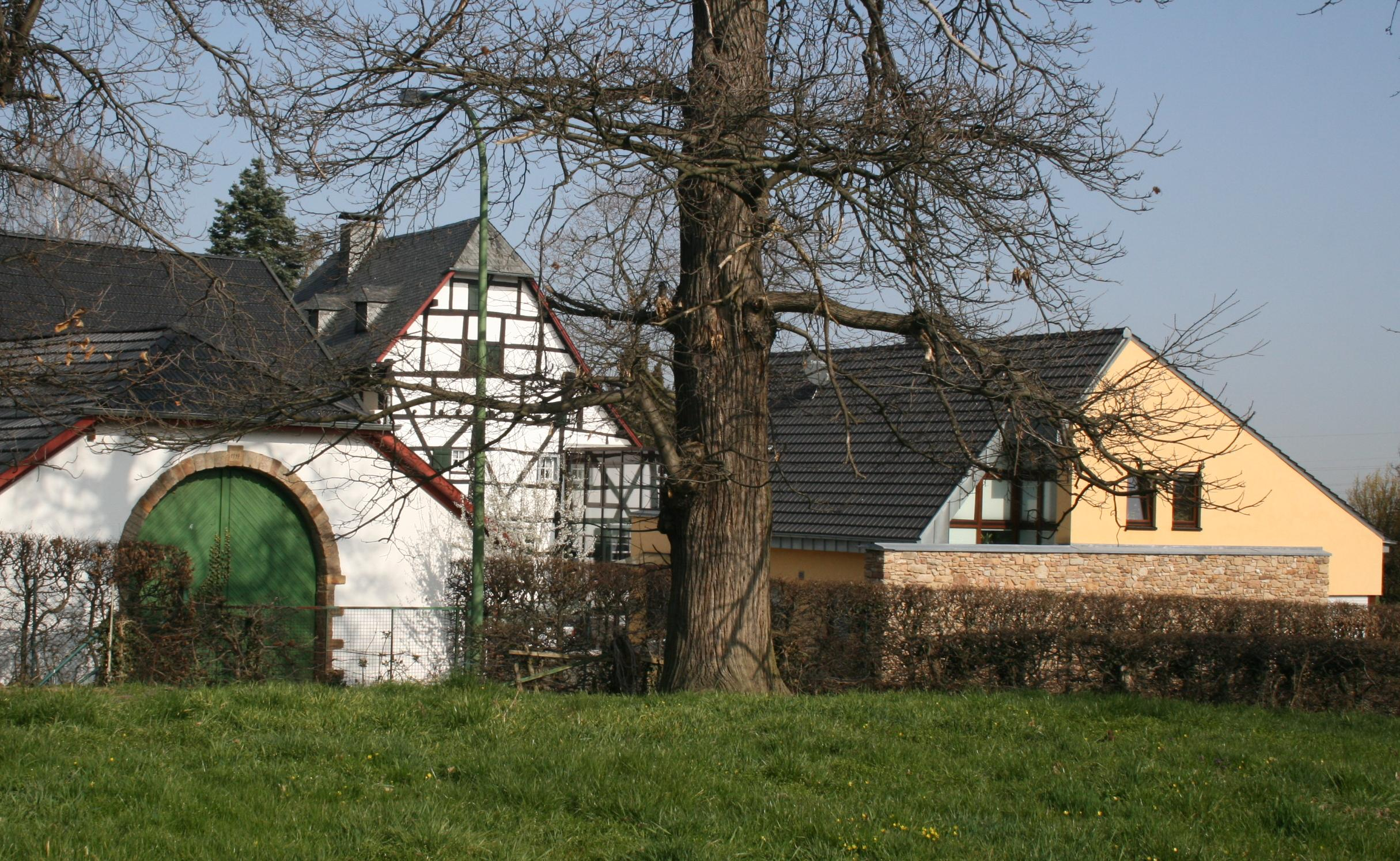

Der Bauschhof befindet sich im Dürener Stadtteil Berzbuir in Nordrhein-Westfalen in der Berzbuirer Straße 46. 
Der Hof wurde zwischen dem 16. und 18. Jahrhundert erbaut. 1403 wurde er erstmals als jülichsches Lehen erwähnt.
Die vierflügelige Hofanlage wurde aus Bruchsteinen erbaut. Es handelt sich um ein Einzelgehöft. Das Wirtschaftsgebäude stammt aus dem 19. Jahrhundert. Es hat zur Straße hin eine segmentbogige Toreinfahrt. Das Wohnhaus, welches im Kern im 16. Jahrhundert erbaut wurde, ist rückseitig im Hof gelegen. Die hofseitige Fassade hat ein schiefergedecktes Krüppelwalmdach. Der Dachüberstand steht auf Knaggen. Die Giebelseite ist eine Fachwerkkonstruktion mit Schwertungen.
Das Bauwerk ist unter Nr. 3/017 in die Denkmalliste der Stadt Düren eingetragen.

## Besitzer
Der erste bekannte Lehensträger war Wilhelm von Aller im Jahr 1403. Im Besitz folgten die Familie von Vischenich Ende des 15. oder Anfang des 16. Jahrhunderts. Eine Margarethe von Vischenich heiratete 1566 Winand von Müllenbach, dem das Lehen übertragen wurde. 1587 tauschten Winand von Müllenbach und der Vogt Johannes Brewer zu Geilenkirchen Teile ihrer Güter aus. Dadurch wurde Johannes Brewer neuer Besitzer des Bauschhofes. zur Bewirtschaftung setzte er einen sogenannten Halfmann ein.
In den folgenden 120 Jahren werden als Besitzer des Hofes genannt die Familien Brewer, Byßmann, Dorpmann, Poll und Bausch.
Ein Johann Bausch war 1748 Besitzer des Hofes. In seiner Jugend unternahm er mehrere Reisen, darunter auch nach London und Den Haag. Seine Frau hieß Gertrud Hoesch. Das Ehepaar nutzte die hohe Mitgift, um den Hof großzügig auszubauen bzw. zu modernisieren. 1786 heiratete Johann Bernhard zum zweiten Mal, und zwar seine Nichte Susanne Maria Bausch aus Beek. Auch diese zweite Ehe blieb kinderlos. Nach seinem Tod heiratete die Witwe einen Verwandten, Johann Albert Bausch. Ihr gemeinsamer Sohn Johann Albert Bausch erbte das Gut. Verheiratet war er mit Johanna Catharina Schergens. Er besaß den Bauschhof von 1825 bis 1876.
Nach ihnen gehörte der Hof der Erbengemeinschaft Bausch, dann folgten die Familien Klammer und Wintzen.
Seit 1971 ist der Bauschhof im Besitz des Landwirts Hans Schröder und seiner Frau Adele geb. Wintzen. Ihre Großmutter war Henriette Bausch. Damit ist der Bauschhof seit fast 400 Jahren in Familienbesitz.

## Architektur
Das Gut zeigt sich als typisch fränkische Hofanlage, das heißt die Gebäude liegen im Viereck um einen Innenhof. Die Toreinfahrt ist aus Bruchstein und trägt im Bogen die Initialen JBB des Johann Bernhard Bausch. Rechts und links der Einfahrt liegen die Wirtschaftsgebäude aus dem 18. Jahrhundert, die das Fachwerk-Wohnhaus flankieren. An der Haustür erkennt man das Wappen der Familie Bausch, drei Ährenbausche.